# Электричка на Марс
«Электричка на Марс» — музыкальный сплит-альбом российских рок-групп «Элизиум» и «Ульи». «Электричка на Марс» является одновременно сплитом и трибьют-альбомом, на котором обе группы перепевают песни друг друга: «Элизиум» исполняет шесть кавер-версий песен группы «Ульи», которая, в свою очередь, исполняет шесть песен «Элизиума». На момент выпуска в 2004 году, подобный проект ранее имел аналоги только за рубежом, и на территории России стал первым в своём роде. Группа «Элизиум», по инициативе которой был записан этот альбом, назвала его био-сплитом — от вымышленного термина «биологическое раздвоение личности».
Альбом «Электричка на Марс» был выпущен лейблом «АиБ Records» 31 октября 2004 года. Ранее, дата выпуска планировалась в 2003 году, но была отложена на год вперёд из-за большого количества запланированных релизов группы «Элизиум». Альбом получил положительные отзывы критиков за оригинальную идею и смешанные отзывы за её реализацию, по большей части одобрившие исполнение группы «Ульи».

## История записи
В музыкальной индустрии сплитом называется альбом, на котором присутствуют композиции двух (иногда больше) разных исполнителей. Основатель и бас-гитарист группы «Элизиум» Дмитрий Кузнецов использовал термин био-сплит (сокращённо от «биологическое раздвоение личности») для альбома, где два музыкальных коллектива исполняют кавер-версии песен друг друга. Подобные музыкальные проекты уже существовали за рубежом, однако выпущенная в 2004 году «Электричка на Марс» стала первым так называемым био-сплитом в России; ранее идеи такого проекта возникали у российских панк-рок групп «Тараканы!» и «НАИВ», но не были реализованы. В одном из интервью вокалист группы «Тараканы!» Дмитрий Спирин, друг Кузнецова, предположил, что основатель «Элизиума» придумал ошибочный термин «био-сплит», опираясь на серию американских сплит-альбомов под названием BYO Split Series: эти альбомы тоже представляли собой релизы групп, переигрывающих песни друг друга, однако название серии ссылалось лишь на имя лейбла-издателя — BYO Records.
Идея записи сплит-альбома «Электричка на Марс» появилась спонтанно — основной причиной являлась давняя дружба музыкантов нижегородского «Элизиума» с музыкантами московской группы «Ульи». Совместный проект изначально не преследовал коммерческих целей: участники групп записывали альбом в своё удовольствие, ради интереса послушать друг друга с неожиданных сторон. Между тем, сплит характеризовался ещё и как своеобразный подарок постоянным слушателям «Элизиума» и «Ульев», а также был нацелен на рядовую публику, ещё не сталкивающуюся с подобными музыкальными релизами в России. Дмитрий Кузнецов считал, что хотя «Элизиум» поддерживает дружбу и с другими коллективами, совместный альбом с кем-то из них — например, с группой Distemper — привлёк бы внимание слушателей, но не представлял бы интереса для самих музыкантов.

...Вот был бы прикол: два ансамбля с дудками переписывают песни друг друга... Мы их ска-панк песни переиграли бы в поп-панк, а они наши в — ска-панк... С точки зрения интереса публики и будущих продаж, это было бы вполне коммерческим мероприятием... Но интересно ли это было бы музыкантам? Представь себе, с какой долей кайфа и интереса перепели бы песни друг друга, например, «НАИВ» и «Тараканы!»... А теперь представь тот же «НАИВ» с био-сплитом, например, с «Ногу свело!» или «Воплі Відоплясова»... У меня самого, думаю, подобная пластинка надолго в проигрывателе подвисла бы...
— Дмитрий Кузнецов
Работа над сплит-альбомом «Электричка на Марс» проходила в июне-августе 2003 года, одновременно с записью группой «Элизиум» своего альбома-сборника «Рок-планета!». К ноябрю запись и сведение песен «Электрички на Марс» были полностью завершены.

## О песнях
Смешанный жанр группы «Элизиум», который она называет космос-роком, на момент записи сплит-альбома включал в себя поп-панк с духовыми инструментами (по спорным мнениям — ска-панк) и с элементами регги, в то время как «Ульи» переиграли их песни в мрачных жанрах метала, трип-хопа и нойза. Оба коллектива также называют своё творчество романтик-панком. В то же время, если романтика в текстах «Элизиума» посвящена возвышенным темам вроде космоса, то «Ульи» романтизируют более приземлённые, обыденные вещи. «Вы разве не знали, что брить подмышки, например, или готовить яичницу, или заниматься онанизмом — это тоже очень, очень романтично? Просто не каждому дано это углядеть» (Punk Gazetka). В качестве источника для кавер-версий «Элизиум» использовал все три вышедших на тот момент альбома группы «Ульи» («Шоубизнес в бреду», «Сидим культурно отдыхаем», «Бытовуха+»), а те, в свою очередь, ограничились вторым и третьим альбомами «Элизиума» — «Все острова!» и «Космос».
Первую половину сплит-альбома исполняет «Элизиум», открывая её треком «Электричка» — кавер-версией ранней композиции «Ульев» на тему дачного сезона. Другой старой песне «Литература» группа «Элизиум» придала динамичности и лёгкой агрессии. Кавер песни «Как Кусто» про известного океанографа роднит московскую и нижегородскую группы сюжетом об экзотических персонажах и странствиях: среди перепетых работ «Элизиума» у группы «Ульи» присутствует песня «Как Гоген», описывающая жизнь французского художника Поля Гогена. Шесть кавер-версий, исполненных «Элизиумом», завершаются треком «На Марс», исполненным в стиле акустического регги на свойственную нижегородским музыкантам космическую тематику. В записи этой песни в качестве бэк-вокалиста участвовал бывший барабанщик «Элизиума» Игорь Тарасов. Три кавер-версии группы «Ульи» на песни «Острова», «Как Гоген» и «Солнце» сайт Punk Gazetka охарактеризовал как «являющие адские муки и душевные страдания» вокалиста Владимира Родионова. С таким же надрывным вокалом, о котором пишет Punk Gazetka, исполнен кавер на композицию «Интересно», оригинал которой «Ульи» переделали из полуакустической баллады в весёлый марш. Песню «Ослепительный мир», напротив же, «Ульи» исполнили в виде медленной и медитативной электронной композиции со спокойным вокалом, исключив признаки рока и элементы ска-панка. Свой ряд кавер-версий «Ульи» завершили треком «Оптимизм», который они из оригинальной короткой композиции превратили в аудиоинсталляцию про поющего эту песню и одновременно крушащего в бешенстве свою квартиру городского обывателя, у которого угнала «шестёрку» некая группировка, оставляющая на месте преступления диск с альбомом группы «Элизиум». Сайт Punk Gazetka полагает, что такой трек мог появиться как плод сотрудничества Владимира Родионова из «Ульев» и DJ Сухого, которые уже выпускали аудиоинсталляцию «Разговор о космосе» на альбоме «Детство наше прошло...?» группы «Приключения Электроников».

## Выпуск и презентация
В июле 2003 года — при первом анонсе «Электрички на Марс» — названия сплит-альбома и исполнителя, совместно с которым его записывает «Элизиум», держались в секрете; было сказано лишь, что это московский музыкальный коллектив и что обе группы исполнят по шесть песен друг друга. Готовый сплит-альбом изначально планировалось выпустить уже осенью 2003 года, однако к ноябрю «Элизиум» сообщил, что релиз пришлось отложить как минимум до весны 2004 года. По словам музыкантов, решение было принято звукозаписывающим лейблом «АиБ Records», который допускал выпуск только одного альбома «Элизиума» за год, в то время как 2003 году их вышло уже два — альбом «Космос» весной и переиздание дебютного альбома «Домой!» осенью. В 2004 году «Электричка на Марс» снова отошла на второй план: зимой состоялся релиз сборника «Рок-планета!» и, одновременно, сплит-альбомом «LADY-F/Лампасы», также было выпущено переиздание альбома «Все острова!». Весной 2004 года релиз «Электрички на Марс» был невозможен по причине того, что вокалист «Элизиума» Александр Телехов провёл месяц в больнице.
Пока выпуск сплит-альбома откладывался почти на целый год, три композиции в исполнении «Элизиума» с него успели появиться на других музыкальных релизах: песни «Электричка» и «На Марс» были включены в альбом «Рок-планета!», а песня «Литература» появилась на сборнике «Высшая школа панка, vol. 1». Последний анонс выхода альбома Дмитрий Кузнецов объявил ориентировочно на сентябрь 2004 года, когда у группы начинался новый концертный сезон. В итоге же, презентация «Электрички на Марс» состоялась 27 октября в московском клубе «Точка», а в продажу так называемый био-сплит, изданный «АиБ Records» на компакт-дисках и аудиокассетах, поступил 31 октября. «Элизиум» и «Ульи» стали первыми исполнителями России, выпустившими подобный альбом.
В 2008 году Дмитрий Кузнецов сказал, что у группы «Элизиум» в планах нет записи ещё какого-либо био-сплита.

## Отзывы и критика

### Общее
Обещанное в буклете «биологическое раздвоение личности» — это, с одной стороны, сладкоголосый Саша «Пропеллер», а с другой — неврастеник и псих в исполнении великого артиста Вовы Родионова. Причём, на мой взгляд, нижегородский соловей Пропеллер здесь олицетворяет собой Светлую сторону Силы, а Улей, соответственно, Тёмную.
Саму идею сплит-альбома, где две группы переигрывают песни друг друга, музыкальные критики однозначно сочли интересной и оригинальной. Сразу две рецензии было написано на сайте Punk Gazetka, и обоим рецензентам приглянулось название альбома «Электричка на Марс»; в одной из рецензий сказано, что оно соответствует духу «романтик-панка», которым считают свою музыку «Элизиум» и «Ульи». В той же рецензии было отмечено оформление обложки альбома в стиле комиксов, чьё авторство принадлежит Роману Докукину из группы 7000$. По словам KM.RU, сокращение от термина «биологическое раздвоение личности» — «био-сплит» — подверглось критике журналистов, хотя сам сайт признаёт выдуманный термин удачным, считая, что приставку «био» можно трактовать как «биография», то есть, исследование у групп творческих устремлений друг друга. Дмитрий Спирин из группы «Тараканы!» такое мнение не разделяет и считает неграмотным этот «термин», ошибочно принятый Дмитрием Кузнецовым за тип альбома из серии сплитов BYO Split Series.
Реализация же альбома «Электричка на Марс» вызвала спорное мнение. Меньше всех био-сплит оценил журнал RockMusic. «О диске интересней говорить, вертеть его в руках, нежели слушать. Видимо, пара оказалась выбрана не слишком удачно» — пишет RockMusic, говоря о том, что с задачей представить песни обоих исполнителей в новом свете не справились ни «Элизиум», ни «Ульи». Рецензия журнала объясняет это тем, что «Элизиум» недостаточно изменил оригинальные версии песен группы «Ульи» и подпортил их «слащавым» вокалом Александра Телехова, а «Ульи» ошиблись, выбрав бесперспективный материал для реализации идеи. В итоге, RockMusic не увидел в сплит-альбоме обещанного «биологического раздвоения личности». Другие обзоры нашли песни «Электрички на Марс» небезынтересными, однако бо́льшую часть положительной критики от них получила группа «Ульи», нежели «Элизиум».

### Каверы в исполнении «Элизиума»
Автор одной из рецензий сайта Punk Gazetka предполагает, что «Электричка на Марс» может понравиться человеку, услышевшему обе группы впервые, однако исполненные «Элизиумом» кавер-версии могут оставить иное впечатление у постоянных слушателей группы «Ульи». По мнению рецензента, «Элизиум» хорошо подобрал музыкальные партии для песен московского коллектива, но исполняющий их Александр Телехов иногда сбивается и поёт не в такт оригинальным версиям; вдобавок, местами специфично звучит бэк-вокал Ксении Сидориной. Другой рецензент сайта Punk Gazetka считает, что с выходом альбома «Все острова!» группе «Элизиум» стало не хватать «здоровой злости», поэтому исполненные песни на сплит-альбоме вышли предсказуемо весёлыми. Интерес поубавило и то, что за прошедший год лучшие из каверов «Элизиума» до выхода «Электрички на Марс» уже появлялись на разных музыкальных релизах.
Журнал RockMusic, назвавший сплит-альбом неинтересным, оценил кавер-версию композиции «Литература», которой «Элизиум» придал динамики и «молодой злости». Рецензент сайта Punk Gazetka, хоть и отдающий предпочтение «Ульям», считает песню «Литература» лучшим исполнением на альбоме: «Даже могу поспорить с человеком, если тот мне скажет, что у „Ульев“ эта песня качественней». Автор другой рецензии, который сетовал на отсутствие «злости» в песнях «Элизиума», нашёл желаемые черты в той же «Литературе» и в кавере «Помоги мне! Где я?», проявляющиеся в эмоциональном и нетрадиционном вокале — по мнению рецензента, это идёт на пользу «Элизиуму» и показывает его «ро́ковую сущность». Не разделил мнение о «Литературе» портал KM.RU, заявив, что «Элизиум» обезличил подтекст песни тяжёлой игрой и духовыми инструментами, в то время как клавишные инструменты в оригинале передавали её трагический юмор. Также KM.RU считает, что в кавер-версии песни «Как Кусто» у «Элизиума» получился кардинально иной взгляд на французского океанографа: «Если героя „Ульев“ насмешки окружающих сподвигают на алкогольные эксперименты, то персонаж „Элизиума“ пьёт во имя своего сходства с Кусто восторженно и по собственной инициативе». Ещё одной органично переработанной композицией KM.RU называет «Электричку»; по словам сайта Punk Gazetka, её кавер-версия стала одним из желанных исполнений на концертах «Элизиума». Второй рецензент Punk Gazetka считает лучшим кавером со стороны «Элизиума» песню «На Марс», которая умиротворяюще звучит в стиле акустического регги — особенно с участием бэк-вокала Игоря Тарасова. «Очередная космическая веха в сет-листе группы, агитирующей за ею же придуманный космос-рок, смотрится как нельзя кстати» (Punk Gazetka).

### Каверы в исполнении «Ульев»
Гораздо больше разнообразия автор второй рецензии Punk Gazetka разглядел в «безумном маргинальном ансамбле» — группе «Ульи», исполнившей песни «Элизиума». В противовес поп-панку «Элизиума», «Ульи» играют во множестве жанров — диско, регги, брейкбит, транс, индастриал, хип-хоп, хеви-метал. «Поэтому не стоит удивляться и искать рациональное зерно в „ульевском“ видении поп-песенок „Элизиума“ и в новых аранжировках этих песен. Улей превратил лёгенькие вещи нижегородцев в агрессивные боевики и до кучи спел их голосом маньяка-психопата — очень здорово и харизматично. Именно таким мне и представлялся всегда маньяк-психопат, поющий песни группы „Элизиум“». Первый рецензент Punk Gazetka также больше оценил игру «Ульев», отметив, что манера пения и музыка группы «Ульи» в кавер-версиях отличаются от их привычного исполнения — например, голос Владимира Родионова звучит от пронзительного до джазового.
Портал KM.RU похвалил группу «Ульи» за то, что в песнях «Элизиума» она многократно усилила «щенячий восторг и слезливую подростковую прострацию». Крики вокалиста и индастриал-клавиши в кавер-версиях «Солнце» и «Как Гоген» довели этот настрой до параноидального экстаза — пишет KM.RU. Самым примечательным кавером у «Ульев» портал назвал переделанную в марш песню «Интересно». Внимание заслужил исполненный «Ульями» кавер «Ослепительный мир», который группа переиграла в расслабленном электронном варианте со спокойным вокалом, ввиду чего песня полностью отличается от оригинальной версии. Один рецензент Punk Gazetka считает его потрясающе красивым без дисторшн-гитар и духовых инструментов — как ответ акустическому регги «На Марс» со стороны «Элизиума». В другой рецензии, однако, считается, что песня потеряла частичку себя из-за своеобразного исполнения песни «Ослепительный мир», где вокалист проговаривает первый куплет вместо пения. Особое внимание среди исполненных «Ульями» песен вызвал последний трек, «Оптимизм», по большей части являющийся аудиоинсталляцией. Журнал RockMusic даже воздержалася от комментариев и просто написал, что это нужно слушать. «Аудиоинсталляции — жанр для нашего слушателя не менее новый, чем „био-сплиты“. Искренне надеюсь, что он приживётся на российской почве, потому как простор для деятельности в этом направлении действительно огромен» (Punk Gazetka).

## Список композиций
| №  | Название             | Альбом оригинальной версии | Длительность |
| -- | -------------------- | -------------------------- | ------------ |
| 1. | «Электричка»         | Шоубизнес в бреду          | 4:19         |
| 2. | «Я как Кусто»        | Бытовуха+                  | 2:02         |
| 3. | «Яишница»            | Бытовуха+                  | 3:06         |
| 4. | «Помоги мне! Где я?» | Сидим культурно отдыхаем   | 2:11         |
| 5. | «Литература»         | Бытовуха+                  | 2:37         |
| 6. | «На Марс»            | Шоубизнес в бреду          | 2:56         |

| №   | Название                                | Альбом оригинальной версии | Длительность |
| --- | --------------------------------------- | -------------------------- | ------------ |
| 7.  | «Солнце»                                | Космос                     | 3:43         |
| 8.  | «Острова»                               | Все острова!               | 4:15         |
| 9.  | «Интересно»                             | Космос                     | 3:57         |
| 10. | «Ослепительный мир» (vermona mix)       | Космос                     | 4:20         |
| 11. | «Как Гоген»                             | Все острова!               | 2:56         |
| 12. | «Оптимизм» (аудиоинсталляция DJ Сухого) | Все острова!               | 2:34         |

## Участники записи
«Элизиум»
Elysium Home Studio, звукорежиссёр — Максим Созонов †.
- Дмитрий «Дракол» Кузнецов — бас-гитара;
- Александр «Пропеллер» Телехов — вокал;
- Александр «Комар» Комаров — труба;
- Алексей «Младшой» Кузнецов — ударные;
- Ксения «КсЮ» Сидорина — бэк-вокал, вокал;
- Сергей «Глаза» Сухонин — гитара;
- Сергей Тремасов — тромбон.

«Ульи»
Pasika Records, звукорежиссёр — Алексей Тихонюк.
- Владимир «Улей» Родионов — вокал, бас-гитара;
- Максим «Шар» Боронин — гитара;
- Максим «Megadrummer» Кузниченков — ударные.

Сессионные участники
- Игорь Тарасов — бэк-вокал (трек 6);
- DJ Сухой — аудиоинсталляция (трек 12).

Производство
- Мастеринг — Андрей Шабаев;
- Обложка — Роман «Крест» Докукин (рисунки), Алексей «Murz» Корепов (дизайн).